# Alsóschönborn
Alsóschönborn (ukránul: Шенборн [Senborn], németül: Unterschönborn) falu Ukrajnában, Kárpátalján, a Munkácsi járásban.

## Fekvése
Munkácstól délre, Fornos, Dercen és Munkács közt fekvő település.

## Nevének eredete
A település 15. században használt elsődleges Kisfalu, majd Kisújfalu neve a méretre, illetve a helység korára utalt. 
A 16. században a Kis-jelző eltűnt a névből, a később felvett Munkács-előtag a szomszédos város nevéből származott.
A közben elnéptelenedett falu a Schönborn család tulajdonába került, és e családról kapta nevét. Az Alsó- előtag az egykori
Felsőschönborn (ma Felsőkerepec) nevének előtagjával áll korrelációban, és a település déli fekvésére utal.
1946-ban a falu hivatalos neve a párhuzamosan használt ruszin Újfalu (Нове Село) lett, 1995-ben azonban visszakapta jelző nélküli, másodlagos történelmi nevét (Шенборн).

## Története
Nevét 1484-ben Kisfalu néven említették először az oklevelekben. Későbbi névváltozatai: 1495-ben Kisujfalu, 1533-ban
Woÿfaluw (Conscr. Port.), 1543-ban Kys wÿfalu, 1550-ben Wÿffalw, Munkachwjfalu (ComBer.117), 1730-ban Munkács-Ujfalu, Alsó-
Schönborn, 1773-ban Alsó-Schönborn, Ujfalu, Unter Schönborn, Nowojeselo (LexLoc. 52), 1851-ben Schönborn (Alsó), Novoje Szelo,
1877-ben Schönborn (Alsó-) (Hnt.), 1907-ben Alsóschönborn (Hnt.), 1983-ban Нове Село, Новoе Село (ZO), 1995-ben Шенборн.
A település neve a 16. században Munkácsújfalu néven volt ismert. A falu a 18. század elejére a Munkács környéki harcok nyomán elnéptelenedett. 1728-ban, miután a beregi Rákóczi-vagyon, és vele a puszta is a Schönborn grófi család tulajdonába került, német lakossággal telepítették újra. Az új helység a tulajdonos családról az Alsóschönborn nevet kapta.
1910-ben 525 lakosából 27 magyar, 465 német, 33 ruszin volt. Ebből 476 római katolikus, 37 görögkatolikus, 12 izraelita volt.
A trianoni békeszerződés előtt Bereg vármegye Munkácsi járásához tartozott.

## Népessége
A 2001-es népszámlálás során a lakosság elérte a 367 főt, melynek 73,21%-a ukrán, 13,26% német, 9,81% orosz, 3,18% magyar, 0,27% fehérorosz, 0,27% román anyanyelvűnek vallotta magát.